# Abbaye d'Hersfeld
L'abbaye d'Hersfeld est une ancienne abbaye impériale des Bénédictins située à Bad Hersfeld dans le Land de Hesse, en Allemagne, au confluent des rivières Fulda et Haune.
Le cloître a été fondé en 769 et se maintint jusqu'en 1606 alors que les domaines ont été acquis par la maison de Hesse. Les abbés d'Hersfeld, princes-abbés en vertu du concordat de Worms, exerçaient la supériorité territoriale sur leurs possessions en tant qu'État impérial et étaient représentés au banc ecclésiastique de la Diète d'Empire. 

## Histoire

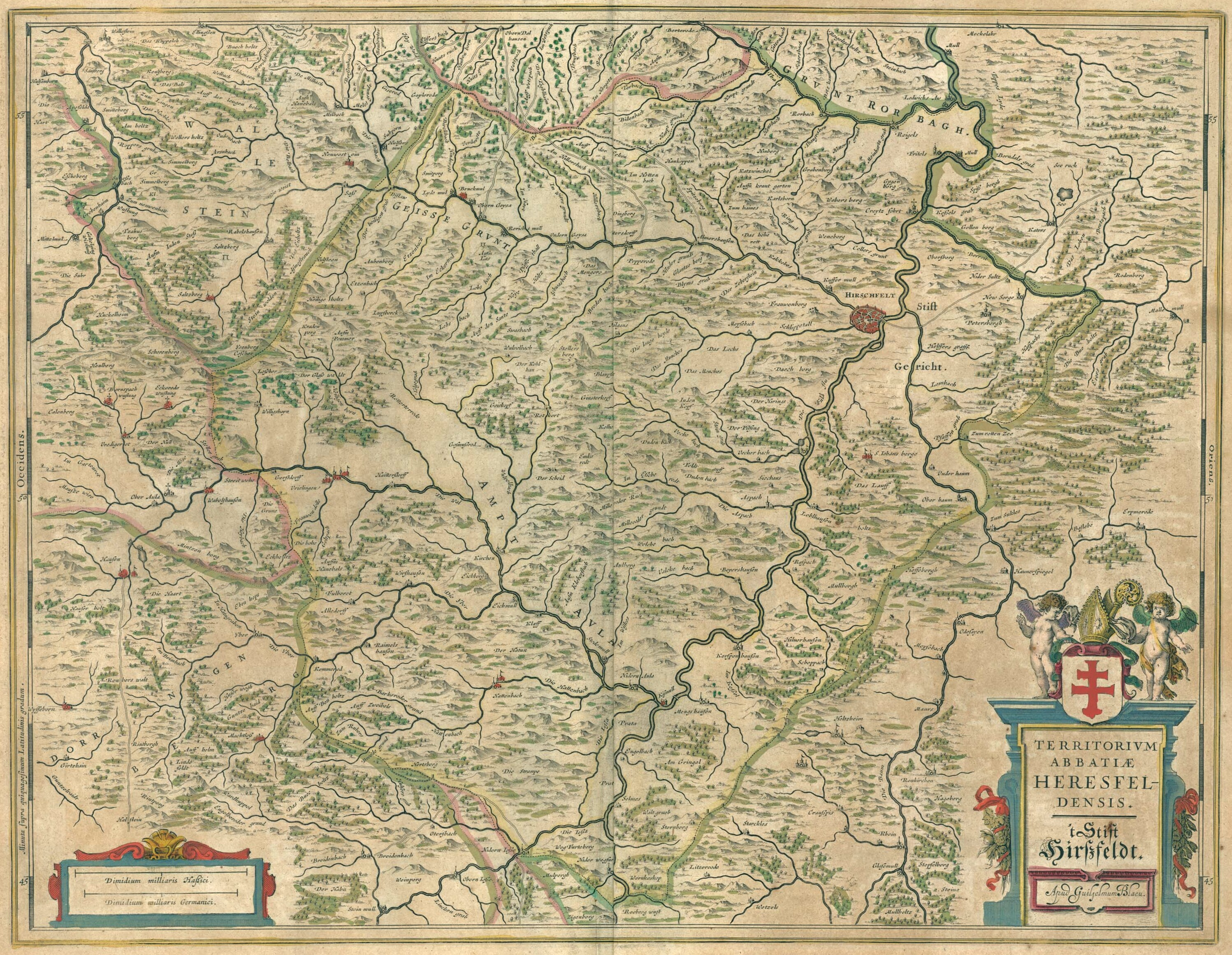
Carte du territoire de l'abbaye datant de 1645.

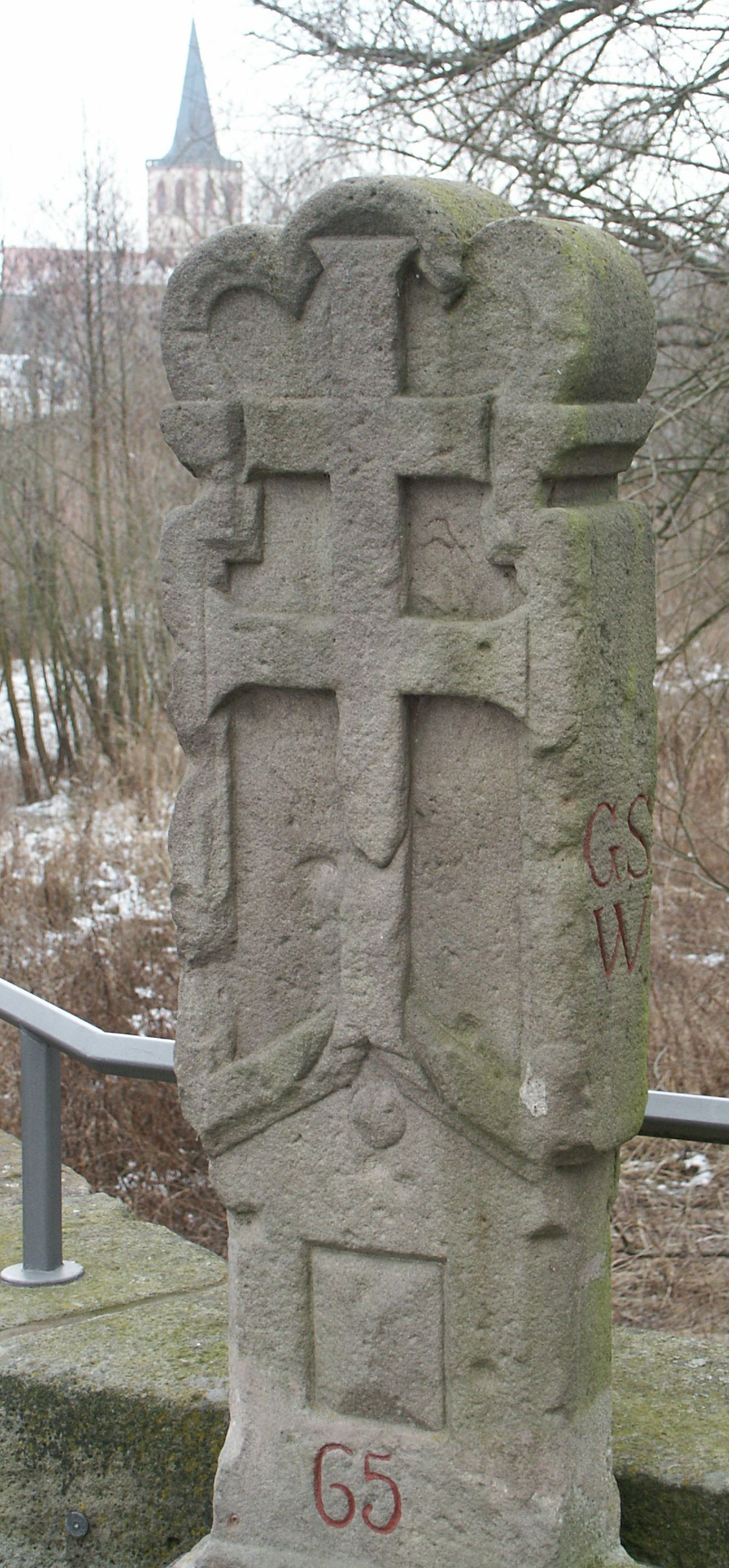
Pierre frontalière à l'abbaye sur l'ancien pont de la Werra entre Philippsthal et Vacha.

L'ermitage d'Hersfeld a été fondé par le moine Sturm, disciple de l'évêque Boniface, probablement avant 744. Son emplacement le rendant vulnérable aux attaques des Saxons, il le transfert alors à Fulda. Quelques années plus tard, vers 769 après la défaite des Saxons face aux Francs, l'archevêque Lull de Mayence fonde à nouveau le monastère bénédictin.
Charlemagne et d'autres bienfaiteurs fournissent des dotations pour sa construction et en 775, l'abbaye prend le statut de statut d'abbaye impériale du Reichsabtei (c'est-à-dire une abbaye-princière territorialement indépendante au sein de l'Empire).
Le pape Étienne III lui accorde l'exemption de la juridiction épiscopale. Elle possède alors 1 050 hides de terre et une communauté de 150 moines.
Lullus est enterré dans l'église à sa mort en 786. Les bâtiments abbatiaux sont agrandis entre 831 et 850. En 852 la tombe de Lullus est déplacée dans la nouvelle basilique. Au cours de cette cérémonie, la canonisation de Lullus est officiellement annoncée par Rabanus Maurus.
Durant l'abbaye d'Abbott Druogo (de 875 à 892), le premier registre de dîmes Hersfeld connu est rédigé à partir de 881. Un registre supplémentaire des dîmes est dressé avant 899 lors de l'abbatiat de l'abbé Harderat.
L'abbaye devient un lieu de pèlerinage après 780 notamment grâce aux reliques de saint Wigbert qui y furent apportées à cette époque, et des miracles qu'on disait qu'elles provoquaient. Une bibliothèque est alors fondée, et, les annales du monastère sont régulièrement conservées. La bibliothèque devient alors un siège de piété et d'apprentissage. Vers la fin du Xe siècle, Hersfeld souffre du déclin général de l'époque et la discipline monastique connait un relachement. Quelques années plus tard, l'observance est réformée par Saint-Gothard, et les membres de la communauté sont renvoyés dans d'autres maisons de l'ordre pour y accomplir l'œuvre de renouveau religieux.
Lors de la polémique des investitures, Hersfeld prend le parti de la cause impériale contre la papauté. L'empereur Henri IV lui-même la visitait relativement régulièrement, parfois accompagné de sa femme et de son fils. Ce dernier est le successeur de Conrad d'Italie et est né et baptisé dans l'enceinte de l'abbaye. Durant la dernière décennie du XVe siècle, l'abbaye est entièrement restaurée dans la faveur papale, et elle continue à prospérer durant une longue période ultérieure.
La ville de Hersfeld (aujourd'hui Bad Hersfeld) se développe en dehors de l'abbaye, et prospère, au point de devenir suffisamment forte pour affirmer son indépendance. En 1371, elle se place sous la protection des landgraves de Hesse.
Au fil du temps, l'état du monastère se détériore à nouveau et, en 1513, atteint un point si critique que l'abbé Volpert Riedesel démissionne de sa charge. Selon un récit contemporain, la bibliothèque est alors dans un état de ruine et de délabrement. De nombreux volumes précieux ont complètement disparu et des manuscrits contenant les archives et les registres sont utilisés dans les chenils comme litière pour les chiens.

## Bâtiments
L'église abbatiale, de style roman, est construite au début du XIIe siècle, mais est utilisée comme poudrière puis détruite par les Français en 1761 durant la guerre de Sept Ans. Les ruines sont maintenant un lieu utilisé pour des concerts et les événements publics.